# Heracleum rapula
Heracleum rapula är en flockblommig växtart som beskrevs av Adrien René Franchet. Heracleum rapula ingår i släktet lokor, och familjen flockblommiga växter. Inga underarter finns listade i Catalogue of Life.